# Dizzy Wright

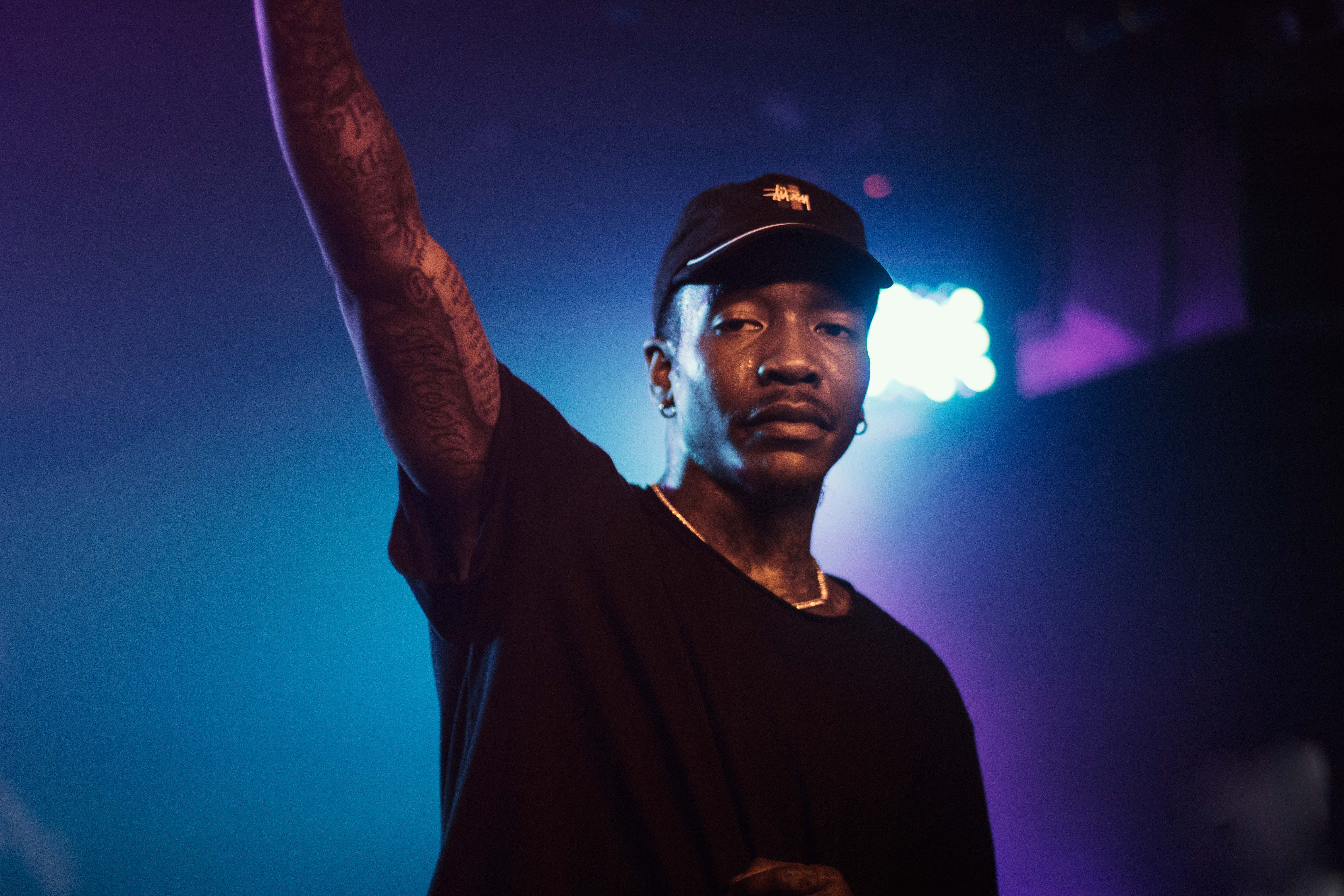
Dizzy Wright em apresentação

La'Reonte Wright (nascido em 26 de novembro de 1990) é um rapper americano mais conhecido pelo seu nome artístico Dizzy Wright.
Em dezembro de 2011, ele assinou contrato com a gravadora independente de rap a Funk Volume de Hopsin. Após a assinatura, ele lançou seu estúdio estréia Conversas álbum Smokeout em abril de 2012. Seguiu-se com o primeiro acordo em dezembro do mesmo ano, e, em seguida, uma mixtape The Golden Age, em agosto de 2013. Seguindo em turnê com Hopsin no início de 2014, Dizzy Wright lançou State of Mind, um EP que atingiria o pico no número 54 na Billboard 200.